# 찰스 애비슨

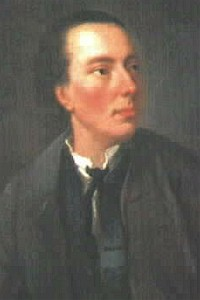

찰스 애비슨(Charles Avison, 1709년 2월 16일 (세례) – 1770년 5월 9일 또는 10일)는 바로크 시대 와 고전 시대의 영국 작곡가이다. 그는 뉴캐슬에 있는 성 요한 침례 교회  와 성 니콜라스 교회 (나중에 뉴캐슬 대성당)에서 교회 오르가니스트였다.
리처드와 앤 애비슨의 아들인 찰스 애비슨은 1709년 월 16일에 뉴캐슬에 있는 St John the Baptist Church에서 침례를 받았다. New Grove Dictionary 에 따르면, 그는 또한 이 도시에서 태어났다.  그의 교육 이력은 불분명하지만 St John's 교구에 봉사하는 두 자선 학교 중 하나에서 다녔을 수 있다.
20대에 애비슨은 음악가로서의 경력을 더 쌓기 위해 런던으로 이사했다. 그가 Francesco Geminiani 를 만나서 공부하기 시작한 것은 이 기간 동안이었다.  애비슨의 첫 번째 문서화된 음악 공연은 1734년 3월 20일 런던에서 열린 자선 콘서트였다. 이것은 또한 런던에서 그의 유일한 알려진 콘서트였으며 아마도 Geminiani가 작곡한 그의 초기 작곡 중 일부를 포함했을 것이다.   애비슨은 런던을 떠나 1735년 10월 13일에 Newcastle에 있는 St. John's의 오르간 연주자로 임명되었다. 애비슨은 또한 매주 개인 학생들에게 하프시코드, 플루트 및 바이올린 을 가르쳤다.  애비슨의 수입의 대부분은 그가 잉글랜드 북동부 지역에서 조직하는 데 도움을 준 일련의 콘서트를 통해 창출되었다.  이들은 뉴캐슬에서 개최된 최초의 유형의 콘서트였다.  말년에 더 권위 있는 직책에 대한 수많은 제안에도 불구하고 그는 다시는 뉴캐슬을 떠나지 않았다.
애비슨은 1737년 1월 15일 Catherine Reynolds와 결혼했다. 부부에게는 9명의 자녀가 있었는데 그 중 3명(제인, 에드워드, 찰스)만이 성인이 될 때까지 살아남았다. 에드워드는 아버지의 뒤를 이어 뉴캐슬 뮤지컬 소사이어티의 이사이자 아버지가 사망한 후 세인트 니콜라스의 오르간 연주자가 되었다. 찰스는 또한 오르간 연주자이자 작곡가였다.  애비슨은 1770년 5월에 원인을 알 수 없는 이유로 사망했다. 그의 뜻대로 그는 책과 악기의 수집품과 자녀들에게 남겨진 주식 사이에서 매우 부유한 사람이 되었다. 그의 유언장에는 그가 장례식에 아주 적은 돈을 쓰기를 원했으며 그가 북쪽 베란다 근처에 묻힌 뉴캐슬어폰타인의 세인트 앤드류 교회 에 있는 그의 아내 옆에 묻히기를 원한다고 명시되어 있다.
애비슨은 대담하고 논쟁적인 작가였다. 그는 자신의 강한 생각을 정교한 언어와 놀라운 음악 이해력, 유머 감각으로 표현하는 데 두려움이 없었다고 한다. 많은 비판을 받는 아이디어 중 하나는 마르첼로를 선호하고 헨델을 선호하지 않는다는 것이다. 그는 헨델의 천재성을 칭찬하면서도 그를 비판하는 것을 두려워하지 않았다.  그의 출판된 에세이 외에도 애비슨은 종종 "광고"라고 불리는 그의 작곡에 긴 서문을 썼다.
애비슨의 가장 잘 알려진 작곡은 그의 합주 협주곡이다. 그들은 Geminiani와 스타일이 비슷하고 그의 경력 전반에 걸쳐 거의 변화하지 않다. 일부는 이탈리아 작곡가 도메니코 스카를라티의 기존 작품을 기반으로 했다.  애비슨은 작곡에서 멜로디의 중요성을 많이 강조했다. 그가 멜로디에 부여한 가치 때문에 "비정상적으로 선율이 좋은" 것으로 간주된다.
애비슨은 또한 실내악을 작곡했다. 그의 트리오 소나타는 바로크 양식을 모델로 한다. 그의 후기 실내악 작품은 라모에서 영감을 받았으며 플루트, 바이올린 및 기타 악기가 반주하는 건반 작품이다.